# Universalis Ecclesiae
Universalis Ecclesiae è un breve apostolico di papa Pio IX, pubblicato il 29 settembre 1850, con il quale fu restaurata la gerarchia cattolica in Inghilterra e in Galles.

## La situazione prima del 1850
Al momento della restaurazione della gerarchia ecclesiastica cattolica in Inghilterra e Galles, il paese era suddiviso in 8 vicariati apostolici (chiamati anche semplicemente "distretti"), ciascuno costituito da diverse contee, secondo la suddivisione geografica precedente la riforma del 1888:
- il vicariato apostolico di Londra, che comprendeva l'Hertfordshire, il Middlesex, l'Essex, il Sussex, il Surrey, il Kent, il Berkshire, l'Hampshire, e le isole di Wight, Guernsey e Jersey; sede del vicario apostolico era la capitale britannica;[1][2]
- il vicariato apostolico del Distretto occidentale, che comprendeva le contee di Cornovaglia, Devon, Dorset, Somerset, Gloucestershire e Wiltshire; la sede del vicario apostolico era a Prior Park nei pressi di Bath;[3][4]
- il vicariato apostolico del Distretto orientale, che comprendeva le contee di Lincolnshire, Rutland, Huntington, Northamptonshire, Cambridgeshire, Norfolk, Suffolk, Bedfordshire e Buckinghamshire; sede del vicario apostolico era la città di Northampton;[5][6]
- il vicariato apostolico del Distretto centrale, che comprendeva le contee di Derbyshire, Nottinghamshire, Staffordshire, Leicestershire, Warwickshire, Worcestershire, Oxfordshire e Shropshire; sede del vicario apostolico era la città di Wolverhampton;[5][7]
- il vicariato apostolico del Distretto del Galles, che comprendeva l'intero Galles, con la contea di Monmouthshire, e la contea inglese dell'Herefordshire; il vicario apostolico risiedeva nel collegio di San Gregorio Magno annesso all'abbazia di Downside nel Somerset;[5][8]
- il vicariato apostolico del Distretto di Lancaster, che comprendeva le storiche contee del Lancashire e di Cheshire e l'isola di Man; sede dei vicari apostolici era la città Lancaster;[5][9]
- il vicariato apostolico del Distretto di York, che comprendeva lo Yorkshire; sede del vicario apostolico era la città di York;[5][10]
- il vicariato apostolico del Distretto settentrionale, che comprendeva le contee di Northumberland, Durham, Cumberland e Westmorland; sede del vicario apostolico era Old Elvet, quartiere della città di Durham.[11][12]

## Il contenuto del breve

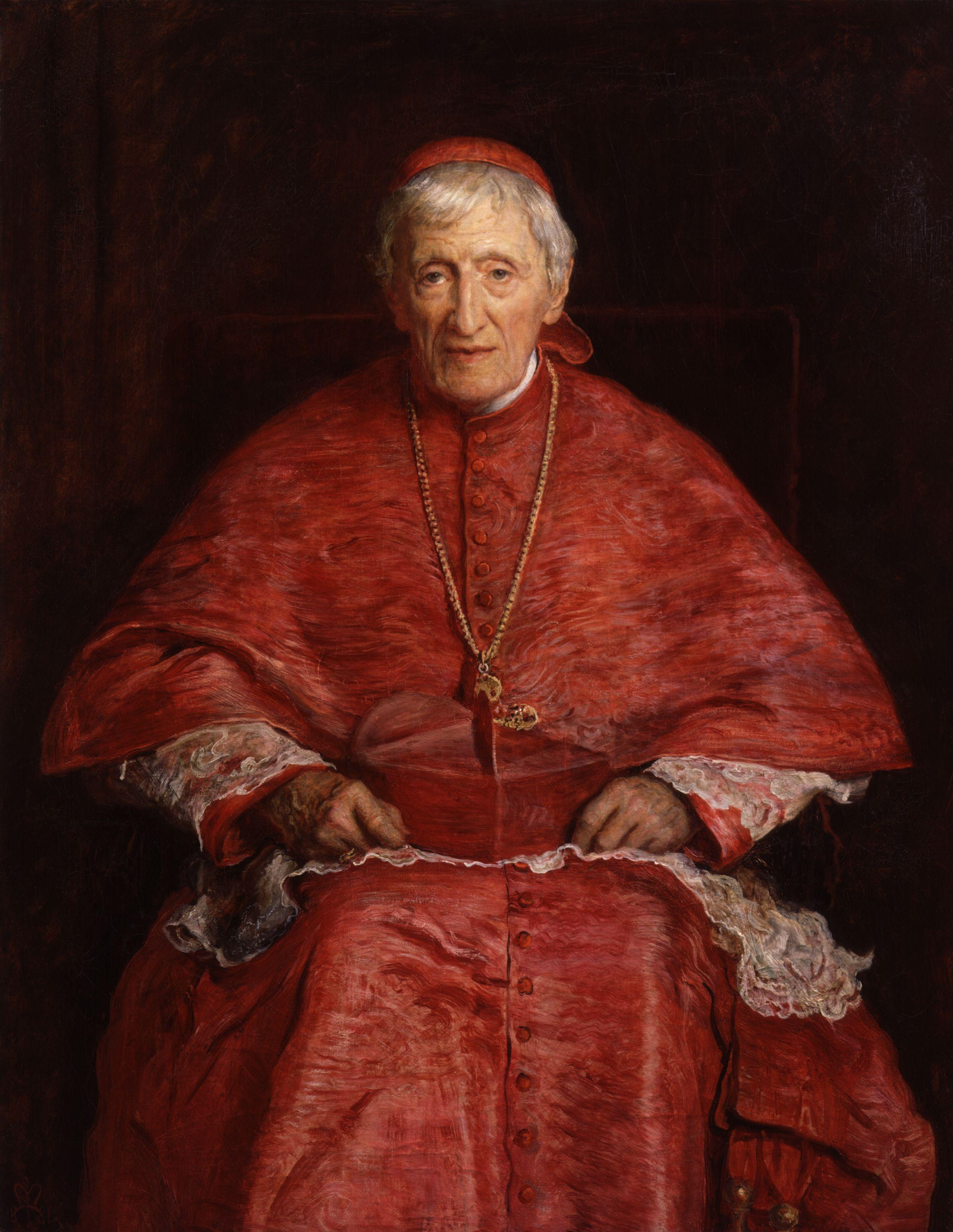
John Henry Newman (1801-1890), tra i più influenti cattolici inglesi del XIX secolo.

### Introduzione
Nella parte introduttiva, papa Pio IX fa un breve excursus sulla storia della nascita e della diffusione del cristianesimo nella Britannia romana, ricorda l'invasione degli Angli e dei Sassoni, l'opera di evangelizzazione messa in atto da Gregorio Magno con l'ausilio del monaco Agostino.
Dopo lo scisma inglese del XVI secolo, Pio IX ricorda a grandi linee i passi compiuti dai pontefici per la salvaguardia del cattolicesimo inglese, in mezzo a tante difficoltà e alle persecuzioni: la nomina dei vicari William Bishop (1623) e Richard Smith (1625), dotati di ampie facoltà e con i poteri propri degli Ordinari; la nomina nel 1685 di John Leyburne come vicario apostolico su tutto il Regno d'Inghilterra; la costituzione nel 1688 di quattro distretti missionari, ciascuno governato da un vicario apostolico con carattere episcopale; le direttive date da papa Benedetto XIV nel 1750 ai vicari; l'ulteriore suddivisione operata da papa Gregorio XVI nel 1840 e la nascita di altri 4 distretti missionari.
Dopo aver ricordato dunque la costante attenzione dei pontefici nei confronti del cattolicesimo inglese, mutate le condizioni politiche e sociali, Pio IX annuncia la decisione di restaurare la gerarchia cattolica inglese:
(Traduzione non ufficiale in italiano dal testo inglese del breve apostolico, pubblicato da Brady, Annals of the Catholic Hierarchy in England and Scotland A.D. 1585–1876, p. 362)

### La nuova geografia ecclesiastica in Inghilterra e Galles

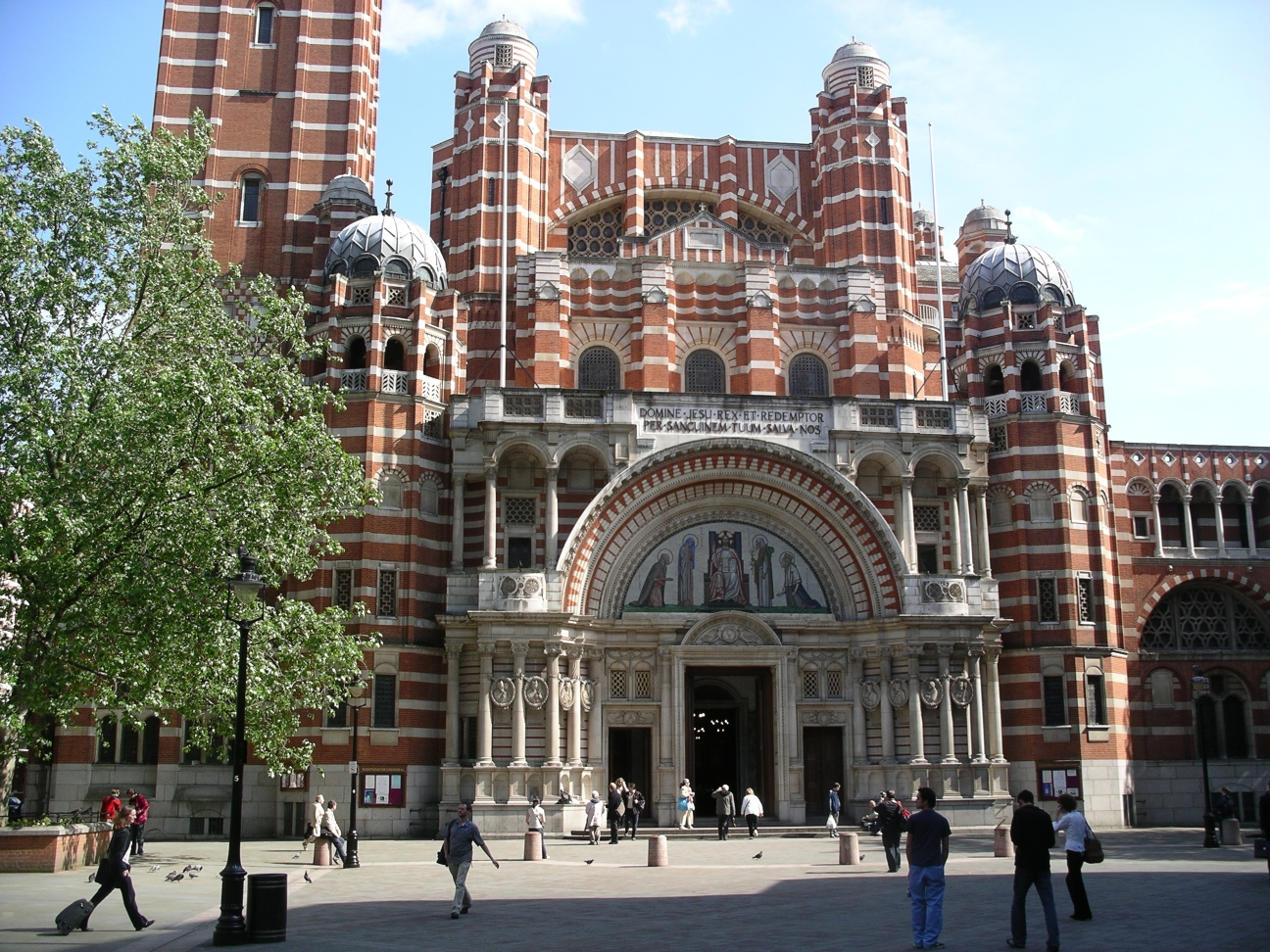
La cattedrale di Westminster, consacrata nel 1903.

Nella seconda parte, il pontefice definisce il numero, il nome e l'estensione territoriale delle 13 nuove sedi vescovili, di cui una sede metropolitana e 12 diocesi suffraganee, che sostituirono gli 8 vicariati apostolici, contestualmente soppressi.
1. L'arcidiocesi di Westminster comprendeva 3 contee del vicariato apostolico di Londra, l'Hertfordshire, il Middlesex e l'Essex.[15][16]
2. La diocesi di Southwark comprendeva le altre contee del vicariato apostolico di Londra, e cioè il Sussex, il Surrey, il Kent, il Berkshire e l'Hampshire, e le isole di Wight, Guernsey e Jersey.[15][17]
3. La diocesi di Hexham comprendeva il territorio dell'intero vicariato apostolico del Distretto settentrionale.[15][17]
4. La diocesi di Beverley comprendeva il territorio dell'intero vicariato apostolico del Distretto di York.[15][17]
5. La diocesi di Liverpool comprendeva le centene (hundreds) di Lonsdale, Amounderness e West Derby, già parte del vicariato apostolico del Distretto di Lancaster.[15][17]
6. La diocesi di Salford comprendeva le centene di Salford, Blackburn e Leyland, anche queste appartenute alla storica contea del Lancashire del vicariato apostolico del Distretto omonimo.[15][17]
7. La diocesi di Shrewsbury comprendeva la parte settentrionale del Galles, ossia le tradizionali contee di Anglesey, Caernarfonshire, Denbighshire, Flintshire, Merionethshire e Montgomeryshire, a cui furono aggiunte le contee inglesi di Cheshire, già parte del vicariato apostolico del Distretto di Lancaster, e di Shropshire, preso dal vicariato apostolico del Distretto centrale.[17][18]
8. La diocesi di Newport e di Menevia comprendeva la parte meridionale del Galles, ossia le tradizionali contee di Brecknockshire, Cardiganshire, Carmarthenshire, Glamorganshire, Pembrokeshire e Radnorshire, a cui furono aggiunte le contee inglesi di Monmouthshire e Herefordshire.[17][18]
9. La diocesi di Clifton comprendeva 3 contee del vicariato apostolico del Distretto occidentale, Gloucestershire, Somerset e Wiltshire.[17][18]
10. La diocesi di Plymouth comprendeva le altre 3 contee del vicariato apostolico del Distretto occidentale, ossia Cornovaglia, Devon e Dorset.[17][18]
11. La diocesi di Nottingham comprendeva 3 contee del vicariato apostolico del Distretto centrale, Nottinghamshire, Derbyshire e Leicestershire, a cui furono aggiunte le contee di Lincoln e Rutland, separate dal vicariato apostolico del Distretto orientale.[18][19]
12. La diocesi di Birmingham comprendeva altre 4 contee del vicariato apostolico del Distretto centrale, ossia Staffordshire, Warwickshire, Worcestershire e Oxfordshire.[18][20]
13. La diocesi di Northampton comprendeva l'intero vicariato apostolico del Distretto orientale, eccetto le contee di Lincoln e Rutland, assegnate alla diocesi di Nottingham.[18][20]